# 智能控制
智能控制是一种控制技术，针对控制对象及其环境、控制目标和任务的不确定性和复杂性而提出。智能控制可以自动测量被控对象的被控制量，并求出与期望值的偏差，同时采集输入环境的信息，进而根据所采集的输入信息和已有知识进行推理，得到对被控对象的输出控制，同时使偏差尽可能减小或消除。一般使用如下人工智能控制方法如類神經網路，模糊逻辑，机器学习，进化计算和遗传算法。

## 簡介
智能控制可以分為以下幾個次領域：
- 類神經網路控制
- 機器學習控制
- 贝叶斯概率控制
- 模糊控制
- 類神經模糊控制（英语：Neuro-fuzzy）
- 专家系统
- 遗传算法
- 智能代理（認知/意識控制）

也持續有研究者開發新的智能控制，也有支持這些技術的計算方式。
传统控制方法研究的主要目标是被控对象，而智能控制研究的主要目标是控制器本身。智能控制的研究重点不在控制对象的数学模型分析，而在于智能控制器模型的建立，包括知识的获取、表示和存储，智能推理方式的设计等。其控制对象和控制性能也与传统控制有很大不同，其特點如下：
1. 无需建立被控对象的数学模型，特别适合非线性对象、时变对象和复杂不确定的控制对象。
2. 可以具有分层递阶的控制组织结构，便于处理大量的信息和储存的知识，并进行推理。
3. 控制效果具有自适应能力，鲁棒性好。
4. 可以具有学习能力，控制能力可以不断增强。

## 专家系统
专家系统是一种能在某个领域内，以人类专家的知识和经验来解决该领域中高水平的困难任务的计算机系统。其主题是一个基于知识的计算机程序系统。
专家控制的基本构成如下：
- 观察、监测系统中的有关变量和状态；
- 综合运用自己的知识和经验判断当前系统运行的状态；
- 分析比较各种可以采用的控制策略并选择其中最优者予以执行，用计算机与以实现。

## 模糊控制
模糊控制的基本思想是用语言归纳操作人员的控制策略（知识、经验和直觉等），运用语言变量和模糊集合理论形成控制算法。不需要建立控制对象精确的数学模型，只要求把现场操作人员的经验和数据总结成比较完善的语言控制规则，因此她能绕过对象的不确定性、不精确性、噪音以及非线性、时变性、时滞等影响。

## 神經網路
類神經網路（Artificial Neural Networks）是一種應用類似於大腦神經突觸聯接的結構進行信息處理的數學模型。在工程與學術界也常直接簡稱為「神經網路」或類神經網路。
神經網路控制可以分為二個步驟：
- 系統識別
- 控制

可以證明前馈控制網路配合非線性、連續且可微的激活函數可以有通用逼近的能力。循环神经网络也已用在系統識別中。假設一組輸入-輸出資料對，系統識別可以在資料對中形成映射，這些網路的目的是要找到系統的動態特性。

## 贝叶斯控制器
已有一些進階控制系統中用的演算法有用到贝叶斯概率，用在状态空间中一些變數的估測器，而控制器也會使用這些變數的估測值。
卡尔曼滤波及粒子濾波器是二種常用的贝叶斯控制元素。若用贝叶斯概率來設計控制器，常需要在推導系統模型及量測模型上花許多的心力，這些是狀態變數和控制系統中可用感測器資訊之間的關係。在此觀點下，和系统科学及控制器設計工程有密切的關係。

## 外部閱讀
- Jeffrey T. Spooner, Manfredi Maggiore, Raul Ord onez, and Kevin M. Passino, Stable Adaptive Control and Estimation for Nonlinear Systems: Neural and Fuzzy Approximator Techniques, John Wiley & Sons, NY ;
- Jay Farrell, Marios Polycarpou, Adaptive Approximation Based Control:Unifying Neural, Fuzzy and Traditional Adaptive Approximation Approaches, John Wiley & Sons, NJ

- Schramm, G. . TU Delft Press. 1998. ISBN 90-9011924-8.